# こしのゆみこ
こしの ゆみこ（本名：越野優見子、1951年 - ）は、俳人、陶芸家。
愛知県幡豆郡幡豆町（現在の西尾市）に生まれる。海に面した町で実家からは兎島が見えた。保育園に上がるころ父が万屋「越野商店」を開店。また、父は魚藍という俳号を持つ俳人でもあった。1988年、父の影響もあって俳句をはじめ、1989年、「海程」に入会、金子兜太に師事。1993年、海程新人賞受賞、「海程」同人。1994年、片岡秀樹らと超結社「豆の木」を結成、のちに代表を務める。1995年、豆の木賞、1998年、第16回現代俳句協会新人賞、2004年、現代俳句協会年度作品賞受賞。2009年、第一句集『コイツァンの猫』出版。
現代俳句協会会員。また、ネコをモチーフとした作品を得意とする陶芸家でもある。